# Municipio de Santiago Llano Grande
El municipio de Santiago Llano Grande es uno de los 570 municipios del estado mexicano de Oaxaca. Su cabecera es la localidad de Santiago Llano Grande.

## Geografía
El municipio de Santiago Llano Grande colinda al norte con el Estado de Guerrero; al este con los municipios de Mártires de Tacubaya, San Sebastián Ixcapa y Santiago Pinotepa Nacional; al sur con el municipio de San José Estancia Grande; y al oeste con los municipios de Santa María Cortijo y San Juan Bautista Lo de Soto.

## Localidades
El municipio de Santiago Llano Grande cuenta con cinco localidades.
| Localidad               | Población (2020) |
| ----------------------- | ---------------- |
| Santiago Llano Grande   | 1940             |
| San Francisco el Maguey | 889              |
| Rancho Nuevo            | 609              |

## Gobierno
| Presidente municipal              | Periodo   | Partido | Partido                                     |
| --------------------------------- | --------- | ------- | ------------------------------------------- |
| Pedro Salinas Carmona             | 1949-1950 |         | Partido Revolucionario Institucional        |
| Moisés Rodríguez Saguilán         | 1951-1953 |         | Partido Revolucionario Institucional        |
| Eligio Saguilán Ávila             | 1954-1956 |         | Partido Revolucionario Institucional        |
| Pánfilo Baños Serrano             | 1957-1959 |         | Partido Revolucionario Institucional        |
| Everardo Salinas                  | 1960-1962 |         | Partido Revolucionario Institucional        |
| Hipólito Salinas Guzmán           | 1963-1965 |         | Partido Revolucionario Institucional        |
| Juan de Dios Salinas Lorenzo      | 1966-1968 |         | Partido Revolucionario Institucional        |
| Matías Melo Torres                | 1969-1971 |         | Partido Revolucionario Institucional        |
| Ernesto Lorenzo Rojas             | 1972-1974 |         | Partido Revolucionario Institucional        |
| Hipólito Salinas Guzmán           | 1975-1977 |         | Partido Revolucionario Institucional        |
| Cutberto Salinas Lorenzo          | 1978-1980 |         | Partido Revolucionario Institucional        |
| Carpoforo Domínguez Laredo        | 1981-1983 |         | Partido Revolucionario Institucional        |
| Juan de Dios Salinas Lorenzo      | 1984-1986 |         | Partido Revolucionario Institucional        |
| Domingo Urban Olmedo              | 1987-1989 |         | Partido Revolucionario Institucional        |
| Hipólito Salinas Añorve           | 1990-1992 |         | Partido Revolucionario Institucional        |
| Herminio Aniano Aguirre Zavaleta  | 1993-1995 |         | Partido Auténtico de la Revolución Mexicana |
| Domingo Juan García Baños         | 1996-1998 |         | Partido Auténtico de la Revolución Mexicana |
| Juan Gabriel Rodríguez Salinas    | 1999-2001 |         | Partido Revolucionario Institucional        |
| Constantino Alejandro Agustiniano | 2002-2004 |         | Partido Revolucionario Institucional        |
| Adelfo López Arellanes            | 2005-2007 |         | Convergencia                                |
| Ismael Arellanes Saguilán         | 2008-2010 |         | Partido Revolucionario Institucional        |
| Juan Gabriel Rodríguez Salinas    | 2011-2013 |         | Partido Revolucionario Institucional        |
| Gilberto Melo Guzmán              | 2014-2016 |         | Partido de la Revolución Democrática        |
| Maurillo Laredo Serrano           | 2017-2018 |         | Partido del Trabajo                         |
| Yolanda Peña Salinas              | 2019-2021 |         | Partido Verde Ecologista de México          |
| Javier Baños Ortega               | 2022-2024 |         | Movimiento Regeneración Nacional            |